# Primate superioare

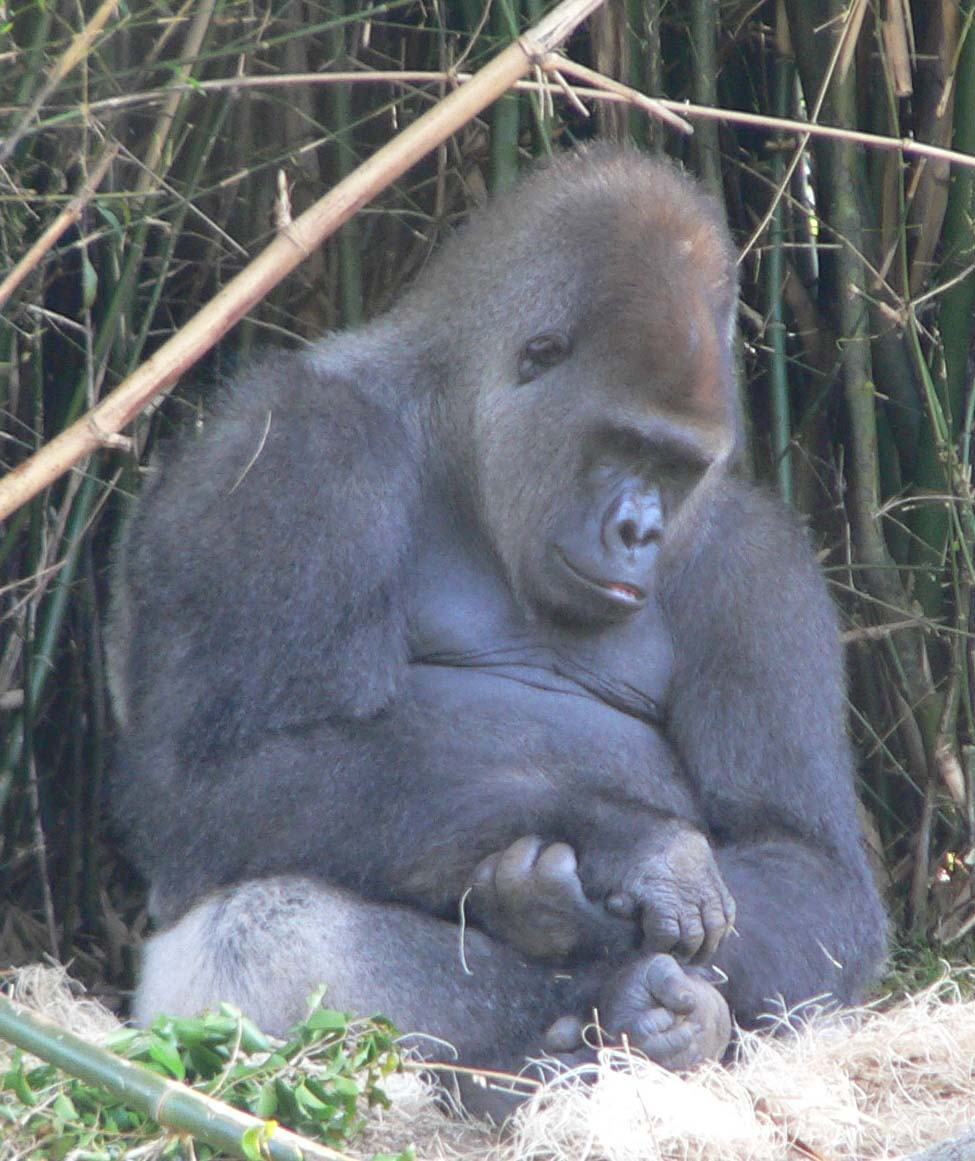
Gorila

Primatele superioare sunt cele mai dezvoltate primate și includ atât macacii, cât și primatele mari. 

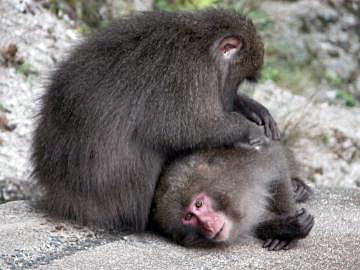
Macac japonez (Macaca fuscata)

Macacii trăiesc în pădurile tropicale și savane, trăiesc în grupuri foarte mari și se hrănesc cu hrană vegetală. Ele sunt animale semiterestre, trăind mai mult în copaci. 
Primatele mari sunt mai dezvoltate și seamănă cu omul (maimuțe antropoide). Au fața fără păr și au urechi mari. Modul lor de locomoție se aseamănă cu cel al omului. Ele nu au coadă. Își construiesc adăposturi în copaci pentru protecție și culcușuri pentru somn.
Specii și subspecii de primate mari:

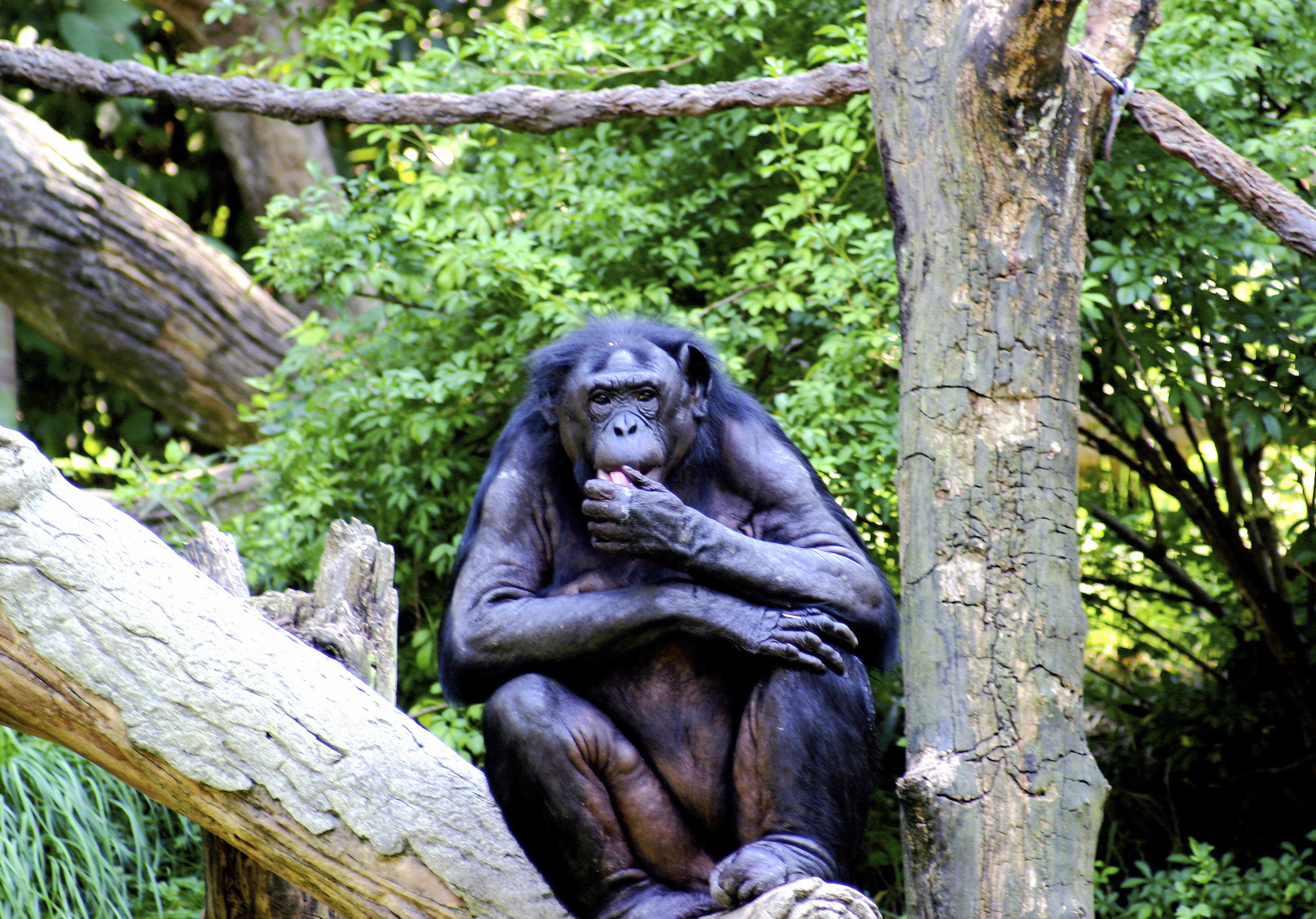
Bonobo

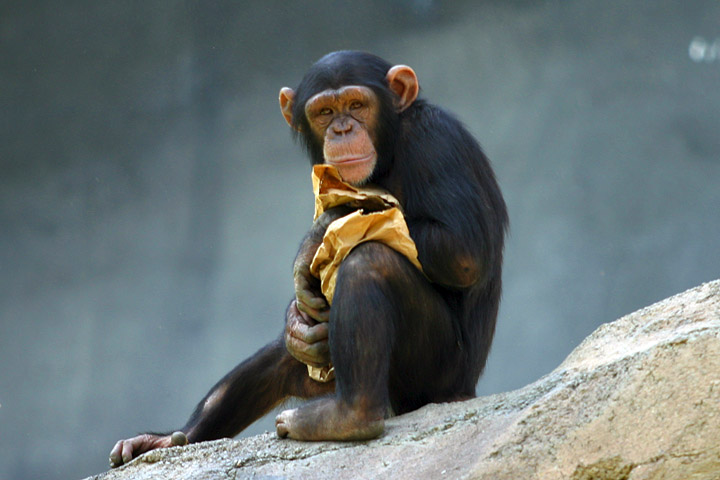
Cimpanzeu

- Bonobo (Pan paniscus)

- Cimpanzeul (Pan troglodytes)

cimpanzeul de est (Pan troglodytes schweinfurthi)
cimpanzeul central (Pan troglodytes troglodytes)
cimpanzeul de vest (Pan troglodytes verus)
- Gorila Genul Gorila:

Gorila de vest (Gorilla gorilla)
gorila de câmpie de vest (Gorilla gorilla gorilla)
gorila de peste râu (Gorilla gorilla diehli)
Gorila de est (Gorilla beringei)
Gorila de munte (Gorilla gorilla beringei)
Gorila lui Grauer (Gorilla gorilla grauerii)
- Urangutanul Genul Pongo:

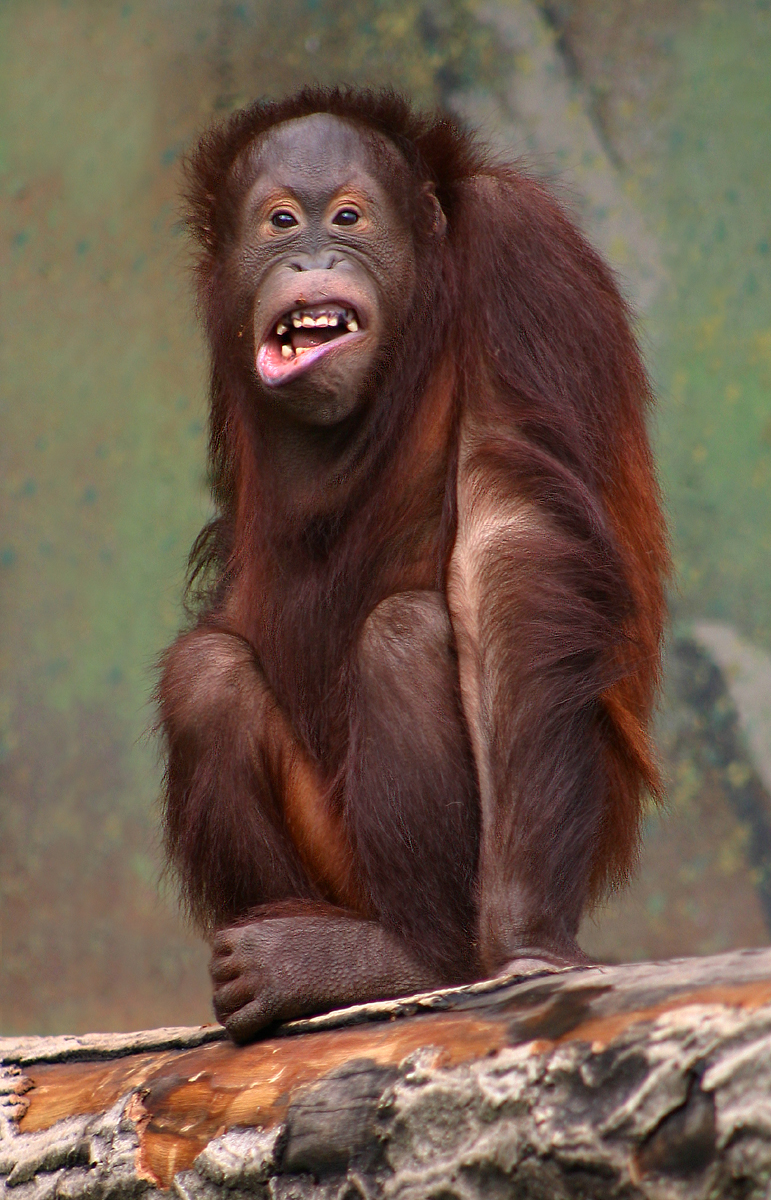
Urangutan

Urangutanul de Borneo (Pongo pygmaeus)
Urangutanul de nord-vest (Pongo pygmaeus pygmaeus)
Urangutanul de nord-est și est (Pongo pygmaeus morio)
Urangutanul de suv-vest (Pongo pygmaeus wurmbii)
Urangutanul de Sumatra (Pongo pygmaeus abelii)

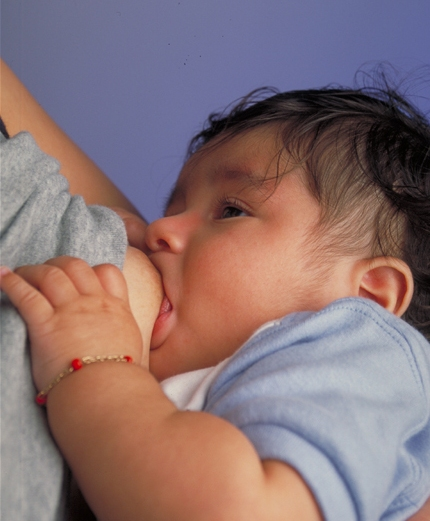
Om

- Omul (Homo sapiens sapiens)